# ريتشارد لوغار
ريتشارد لوغار (4 أبريل 1932 - 28 أبريل 2019) سياسي أمريكي شغل منصب عضو مجلس الشيوخ الأمريكي عن ولاية إنديانا من عام 1977 إلى عام 2013. وكان عضوًا في الحزب الجمهوري.
ولد لوغار في إنديانابوليس وتخرج في جامعة دينيسون وجامعة أكسفورد. خدم في مجلس إنديانابوليس لمفوضي المدارس من عام 1964 إلى عام 1967 قبل أن يتم انتخابه لفترتين كرئيس لبلدية إنديانابوليس من عام 1968 إلى عام 1976. وخلال فترة توليه منصب العمدة شغل لوجار منصب رئيس الرابطة الوطنية للمدن في عام 1971 وألقى الكلمة الرئيسية في 1972 المؤتمر الوطني الجمهوري.
في عام 1974 أدار لوغار حملته الأولى لمجلس الشيوخ الأمريكي. في انتخابات مجلس الشيوخ هذا العام خسر أمام السناتور الديمقراطي الحالي بيرش بايه. خاضها مرة أخرى في عام 1976 متغلبًا على المرشح الديموقراطي الحالي فانس هارتكي. أعيد انتخاب لوغار في أعوام 1982 و1988 و1994 و2000 و2006. في عام 2012 هُزم لوغار على يد أمين خزانة ولاية إنديانا ريتشارد موردوك في الانتخابات التمهيدية للحزب الجمهوري منهيا فترة ولايته التي استمرت 36 عامًا في مجلس الشيوخ الأمريكي. ترشح لوغار لترشيح الحزب الجمهوري لمنصب رئيس الولايات المتحدة في الانتخابات التمهيدية لعام 1996 لكن عدم النجاح أدى إلى انسحابه في وقت مبكر من الحملة.
خلال فترة ولاية لوغار شغل منصب رئيس لجنة العلاقات الخارجية في مجلس الشيوخ من عام 1985 إلى عام 1987 ومن عام 2003 إلى عام 2007، حيث شغل منصب عضو بارز في اللجنة من عام 2007 حتى مغادرته في عام 2013. كما شغل لوغار مرتين منصب رئيس مجلس الشيوخ لجنة الزراعة والتغذية والحراجة من عام 1995 إلى عام 2001 ومرة أخرى لفترة وجيزة في جزء من عام 2001. كان الكثير من عمل لوغار في مجلس الشيوخ نحو تفكيك الأسلحة النووية والبيولوجية والكيميائية حول العالم، وشارك في رعاية أبرز أعماله للتشريع مع الديموقراطي الجورجي سام نان: قانون نون لوغار.
بعد خدمته في مجلس الشيوخ أنشأ لوغار منظمة غير ربحية متخصصة في مجالات السياسة التي اتبعها أثناء توليه منصبه.